# Samostojna akademska skupina
Samostojna akademska skupina (SAS) je skupina študentov, ki soustvarja s ŠOU Ljubljana. Z drugimi organiziranimi skupinami tvorijo Študentski zbor in Študentsko upravo. Študentje so tisti, ki vodijo posmezne resorje ŠOU-a: študijsko problematiko, socialo in zdravstvo, mednarodno sodelovanje in obštudiske dejavnosti kot so kultura, šport, turizem.
Aktivni so tudi na humanitarnem področju. V svojih akcijah zbirajo pripomočke, oblačila, delijo hrano brezdomcev in pomagajo širši skupnosti. Sodelovali so tudi pri odpravljanju posledic ujme v Železnikih. 

## Predsedstvo ŠOU
Trenutno v predsedstvu ŠOU ni članov Samostojne akademske skupine.

## Smernice delovanja
Člani Samostojne akademske skupine vodijo svojo poslanstvo v skladu s smernicami. Aktivni so na področju študija, predvsem v zvezi z aktualno bolonjsko reformo. Zavzemajo se za čimprejšnjo uveljavitev bolonjske reforme, ki naj popelje slovensko visoko šolstvo brez strahu v Evropo. Prav tako se zavzemajo za izboljšanje kvalitete študentskega življenja, kar naj bi dosegli s spremembami na področju bivanja, prehrane, štipendiranja in študentskega dela. Sodelujejo so pri soustvarjanju univerzitetne skupnosti in izgradnje nove Univerzitetne knjižnice.

## Humanitarne aktivnosti
Nasmeh srca

je vsakoletna dobrodelna akcija zbiranja različnih pripomočkov, ki so namenjeni različnim skupinam. V sklopu te akcije so med drugim že zbirali igrače, ki so jih nato podarili otrokom iz romskega naselja Kirinov grm blizu Krškega. Zbirali so tudi toaletne pripomočke, rabljene športne torbe in spalne vreče, ki so jih po končani akciji podarili ljubljanskim brezdomcem. 
Zaradi zelo dobrega sodelovanja z društvom Kralji ulice, bomo po vsej verjetnosti tudi zbran material iz letošnje zbiralne akcije namenili prav njim. 

Za lačna usta
  
Na Prešernovem trgu v Ljubljani enkrat na leto Sasovci postavijo stojnico, na kateri delijo brezplačne tople obroke tako mimoidočim, kot tudi brezdomcem. S to akcijo želijo opozoriti na problematiko študentske prehrane in na vse večji pojav revščine. 

Obleci me 
 
Obleci me je naziv dobrodelne akcije, v kateri zbirajo finančna sredstva za socialno šibkejše skupine. Predlani so zbirali za Zvezo prijateljev mladine, lani pa so po geslom Študent pomaga študentu sodelovali s fundacijo Študentski tolar. To je fundacija, ki jo je ustanovil ŠOU, z namenom podeliti štipendije socialno ogroženim študentom. V letu 2009 so izvedli akcijo z namenom pomoči Anžetu Pratnemerju, študentu Fakultete za računalništvo in informatiko, ki je v prometni nesreči izgubil nogo